# 87933 Bernardschmitt
87933 Bernardschmitt è un asteroide della fascia principale. Scoperto nel 2000, presenta un'orbita caratterizzata da un semiasse maggiore pari a 2,803385 UA e da un'eccentricità di 0,106135, inclinata di 2,213762° rispetto all'eclittica.